# Maassilo

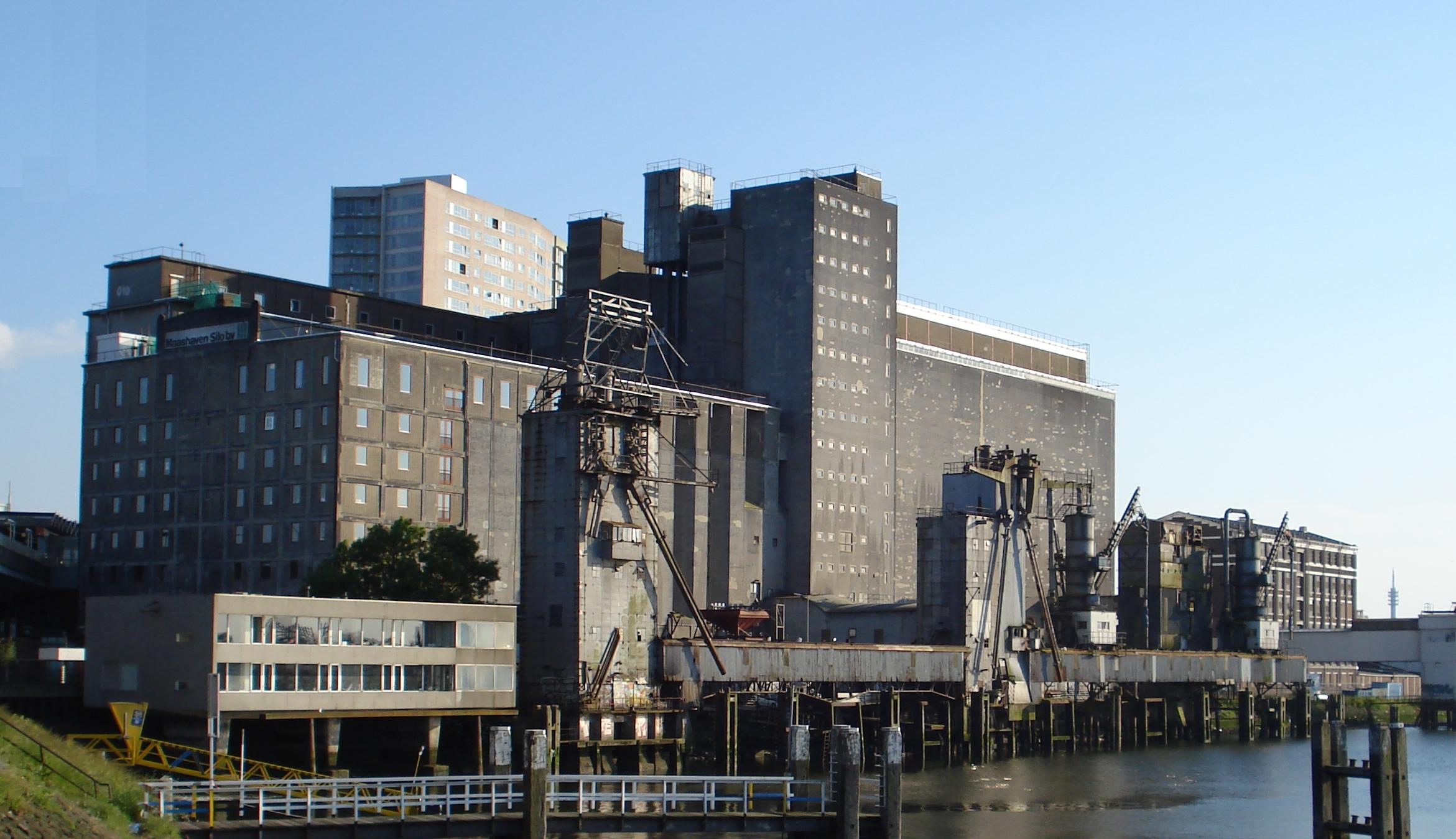
De Maassilo aan de waterzijde

De Maassilo is een voormalige graansilo en graanelevator in de Rotterdamse Maashaven die sinds 2004 als uitgaansgelegenheid en evenementenlocatie in gebruik is.
Het oudste deel van de grotendeels uit gewapend beton opgetrokken silo kwam gereed in 1911 en bevatte toen 128 silo's met een totale capaciteit van 20.000 ton graan. In 1930 kwam een tweede deel gereed, pal naast het oudste deel, en in 1951 vond nog een laatste uitbreiding plaats.
In 1986 werkten nog 70 mensen bij Maashaven Silo BV, maar dat aantal daalde daarna door EG-maatregelen die het gebruik van Europese granen moesten stimuleren, zodat minder vraag was naar het in de Rotterdamse haven aangevoerde graan.
Rond 2000 werd besloten de graanopslag te verplaatsen naar een nieuwer gedeelte van de haven. Sinds 2004 wordt de Maassilo gebruikt als uitgaanslocatie en evenementenlocatie, aanvankelijk (tot eind 2006) door discotheek Now&Wow.
Op de kopse kant van het pand werd in 2008 een bedrijfsverzamelgebouw geopend waarin verschillende creatieve ondernemers huizen.
In de Maassilo is ook de wieg gelegd voor de eerste Nederlandse songfestivaloverwinning na 44 jaar. In een studio in dit gebouw is het nummer Arcade gemaakt waarmee Duncan Laurence in 2019 het Eurovisiesongfestival in Tel Aviv won.